# Amber Halliday
Amber Halliday, avstralska veslačica in kolesarka, * 13. november 1979, Adelaide).
Hallidayeva je za Avstralijo nastopila na Poletnih olimpijskih igrah 2004 in na igrah leta 2008.